# Уолтър Бриел
Уолтър Бриел (на английски: Walter Briehl) е американски психиатър и психоаналитик, един от пионерите в груповата психотерапия.

## Биография
Роден е през 1893 година. Той е студент на Вилхелм Райх и основател на Лосанджелиското психоаналитично общество. Женен е за Мари Бриел, също психоаналитик.
Умира на 20 февруари 1982 година в медицинския център Сидарс-Синай в Лос Анджелис на 89-годишна възраст.